# April Winchell

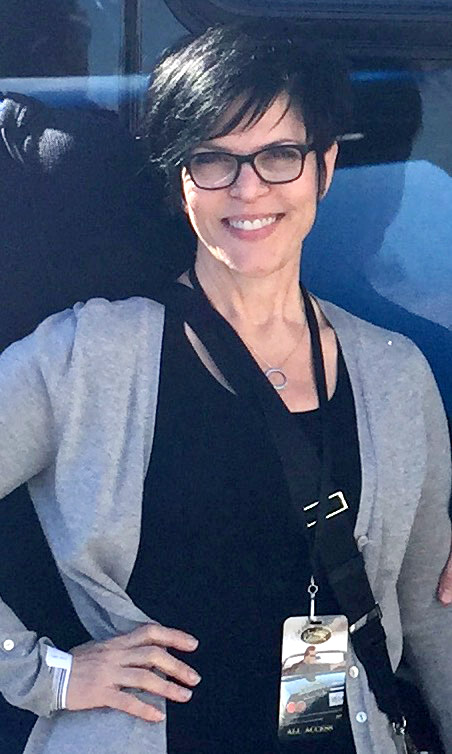
April Winchell im April 2011

April Terri Winchell (* 4. Januar 1960 in New York City) ist eine amerikanische  Synchronsprecherin. Am bekanntesten ist sie als die Originalstimme der Klarabella Kuh in der Zeichentrickserie Micky Maus Wunderhaus und in vielen weiteren Produktionen der Walt Disney Company.

## Leben
April Winchell ist die Tochter des Schauspielers, Komikers und Bauchredners Paul Winchell und seiner zweiten Frau Nina Russel. Bereits in ihrer Jugend wurde sie vom Beruf ihres Vaters beeinflusst und bildete ihre Stimme aus. Im Jahr 1972 übernahm sie ihre erste Sprechrolle in der Zeichentrickserie Kid  Power Nach Abschluss der Highschool führte Winchell nach eigenen Angaben eine Beziehung mit Kevin Spacey.
Ihr erster Auftritt in einem Kinofilm war 1988 die Rolle der Mrs. Herman in Falsches Spiel mit Roger Rabbit. Seitdem spricht sie in zahlreichen Disney-Produktionen für Kino und Fernsehen immer wieder einzelne Haupt- und Nebenfiguren.
1992 gründete sie gemeinsam mit Mick Kuisel die Firma Radio Savant Productions, eine Produktionsfirma für Radiowerbung. Im Jahr 1996 heiratete sie Mick Kuisel. Neben ihren zahlreichen Beiträgen zur Radiowerbung als Regisseurin, Autorin und Darstellerin moderierte Winchell von 1999 bis 2002 eine Radiotalkshow beim Hörfunksender KFI in Los Angeles, anschließend trat sie bis März 2007 unregelmäßig in der Sendung “Ask Mr. KABC” beim Sender KABC auf.
Am 19. August 2005 gab sie auf ihrer Website bekannt, dass bei ihr Schilddrüsenkrebs diagnostiziert wurde. Winchell unterstützt unter anderem Wohltätigkeitsorganisationen wie Project Angel Food, einen in Los Angeles ansässigen Dienst, der Mahlzeiten für an AIDS erkrankte Heimbewohner anbietet. Von 2009 bis 2013 betrieb sie unter dem Pseudonym Helen Killer die Website Regretsy, eine Parodie der E-Commerce-Website Etsy, die durch den Verkauf von teilweise skurrilen selbstgebastelten Waren sowie durch Spendenkampagnen Gelder für wohltätige Zwecke sammelte, insbesondere zur Unterstützung bedürftiger Kinder. Über dieses Projekt veröffentlichte sie 2010 ein Buch.
2013 wurde ihre Ehe mit Mick Kuisel geschieden. Im gleichen Jahr heiratete sie John Foley.

## Filmografie

### Filme (Auswahl)
- 1988: Falsches Spiel mit Roger Rabbit (Who Framed Roger Rabbit)
- 1998: Belles zauberhafte Welt (Belleʼs Magical World)
- 1998: Pocahontas 2 – Die Reise in eine neue Welt (Pocahontas II: Journey to a New World)
- 1998: Antz (Antz)
- 1999: Mickys fröhliche Weihnachten (Mickey’s Once Upon a Christmas)
- 1999: Tarzan (Tarzan (1999 film))
- 2001: Disneys Große Pause: Die geheime Mission (Recess: School's Out)
- 2001: Susi und Strolch 2: Kleine Strolche – Großes Abenteuer! (Lady and the Tramp II: Scamp's Adventure)
- 2001: Mickys großes Weihnachtsfest – Eingeschneit im Haus der Maus (Mickey's Magical Christmas: Snowed in at the House of Mouse)
- 2002: Der Glöckner von Notre Dame 2 (The Hunchback of Notre Dame II)
- 2002: Tarzan & Jane (Tarzan & Jane)
- 2002: Verschwörung der Superschurken (Mickey's House of Villains)
- 2004: Micky, Donald, Goofy – Die drei Musketiere (Mickey, Donald, Goofy: The Three Musketeers)
- 2004: Mickys turbulente Weihnachtszeit (Mickey's Twice Upon a Christmas)
- 2005: Mulan 2 (Mulan II)
- 2005: Tarzan 2 (Tarzan II)
- 2005: Ein Königreich für ein Lama 2 – Kronks großes Abenteuer (Kronk's New Groove)
- 2006: Asterix und die Wikinger (Asterix and the Vikings)
- 2006: Cap und Capper 2 – Hier spielt die Musik (The Fox and the Hound 2)
- 2007: Es war k’einmal im Märchenland (Happily N'Ever After)
- 2009: El Superbeasto (The Haunted World of El Superbeasto)
- 2010: Superman/Batman: Apocalypse (Superman/Batman: Apocalypse)
- 2013: Die Monster Uni (Monsters University)
- 2013: Ich – Einfach unverbesserlich 2 (Despicable Me 2)
- 2015: Home – Ein smektakulärer Trip (Home (2015 film))

### Fernsehserien (Auswahl)
- 1972–1973 Kid Power
- 1996: Grace (Grace Under Fire, Staffel 4, Folge 11: Prüfungsängste (Grace Tests Out))
- 1996: Mighty Ducks – Das Powerteam (Mighty Ducks)
- 1992: Darkwing Duck (Darkwing Duck)
- 1992–1993: Goofy und Max (Goof Troop, 77 Folgen)
- 1993: Tom & Jerry Kids (Tom & Jerry Kids, Folge: "Penthouse Mouse/12 Angry Sheep/The Ant Attack")
- 1993–1994: Bonkers, der listige Luchs von Hollywood (Bonkers, 20 Folgen)
- 1994: Aladdin (Aladdin)
- 1994: Sonic the Hedgehog (Sonic the Hedgehog)
- 1995–1999: Abenteuer mit Timon und Pumbaa (Timon & Pumbaa, 7 Folgen)
- 1996–1997: Mighty Ducks – Das Powerteam (Mighty Ducks, 24 Folgen)
- 1996–1997: Dschungelbuch-Kids (Jungle Cubs, 4 Folgen)
- 1997–1998: 101 Dalmatiner (101 Dalmatians: The Series, 61 Folgen)
- 1997–2000: Pepper Ann (Pepper Ann, 45 Folgen)
- 1997–2001: Disneys Große Pause (Recess)
- 1998–1999: Mad Jack – der beknackte Pirat (Mad Jack the Pirate, 13 Folgen)
- 1999–2000: Neue Micky Maus Geschichten (Mickey Mouse Works, 10 Folgen)
- 1999–2000: The Kids from Room 402 (The Kids from Room 402)
- 2001–2003: Mickys Clubhaus (House of Mouse, 28 Folgen)
- 2001–2004: Lloyd im All (Lloyd in Space, 35 Folgen)
- 2001–2003: Disneys Tarzan (The Legend of Tarzan, 37 Folgen)
- 2003–2006: Lilo & Stitch (Lilo & Stitch, 35 Folgen)
- 2003, 2007: Kim Possible (Kim Possible, 8 Folgen)
- 2006–2016: Micky Maus Wunderhaus (Mickey Mouse Clubhouse, 52 Folgen)
- 2008–2014: Phineas und Ferb (Phineas and Ferb, 9 Folgen)
- 2011–2014: Jake und die Nimmerland Piraten (Jake and the Never Land Pirates, 4 Folgen)
- 2011–2016: Minnie's Bow-Toons, 40 Folgen
- 2012: Robot and Monster (Robot and Monster, 4 Folgen)
- 2012–2015: Willkommen in Gravity Falls (Gravity Falls, 3 Folgen)
- 2013–2016: Sie nannten ihn Wander (Wander Over Yonder, 43 Folgen)
- 2014–2015: Die Brot-Piloten (Breadwinners)
- 2016–2018: Micky Maus (Mickey Mouse, 3 Folgen)
- 2017–: Micky und die flinken Flitzer (Mickey and the Roadster Racers, 52 Folgen)
- 2017: Sofia die Erste – Auf einmal Prinzessin (Sofia the First, 2 Folgen)
- 2017–2021: DuckTales (DuckTales, 14 Folgen)
- 2019: Disney Amphibia (3 Folgen)
- 2020: DC Super Hero Girls (1 Folge)
- 2020: Die wunderbare Welt von Micky Maus (The Wonderful World of Mickey Mouse, 1 Folge)
- 2021: Kid Cosmic (3 Folgen)
- 2021–: Micky Maus Spielhaus (Mickey Mouse Funhouse, 7 Folgen)

### Videospiele (Auswahl)
- 1991: Hare Raising Havoc
- 1996: Toonstruck
- 1998: Disney's Math Quest with Aladdin
- 2008: Disney Think Fast
- 2010: Micky Epic
- 2011: Kinect: Disneyland Adventures
- 2012: Micky Epic: Die Macht der 2

## Werke
- April Winchell: Regretsy: Where DIY Meets WTF. Villard, 2010, ISBN 978-0-345-52318-1 (englisch).